# Opercularia hirsuta
Opercularia hirsuta är en måreväxtart som beskrevs av Ferdinand von Mueller och George Bentham. Opercularia hirsuta ingår i släktet Opercularia och familjen måreväxter. Inga underarter finns listade i Catalogue of Life.